# Joseph Martin Kitumba Gagedi Gasagisa Mwanza
Joseph Martin Kitumba Gagedi Gasagisa Mwanza est une personnalité politique congolaise (RDC), il est ministre des Transports et Voies de communication du gouvernement Muzito III, mort le 27 juin 2020.